# Guido Buscaglia
Guido Buscaglia (Mar del Plata, octubre 1995) es un nadador argentino quien posee actualmente el récord nacional argentino en la prueba de 50 metros estilo libre en piscina olímpica (50 metros de longitud).

## Trayectoria

### 2014/15
Si bien participó en distintas competiciones internacionales, fue en 2014 cuando comenzó a representar a Argentina en competencias internacionales. Su primer logro fue en los Juegos Suramericanos de 2014 en Santiago, donde consiguió una medalla de plata en el relevo de 4x100 metros libres. Ese mismo año, participó en los Juegos Olímpicos de la Juventud de Nankín 2014, donde compitió en los 50, 100 y 200 metros libres, sin conseguir medallas.
Guido participó en el Campeonato Sudamericano de Natación de 2014, en su ciudad natal, Mar del Plata, donde, si bien no logró conseguir medallas de manera individual, consiguió dos medallas de oro en los relevos de 4x100 y 4x200 metros libres, ganando su primer logro internacional con solamente 17 años en ese entonces. En 2015, formó parte de la delegacióna argentina que compitió en los Juegos Panamericanos de 2015 y estableció tres récords argentinos en las pruebas de postas: 4×100 metros libres, 4×200 metros libres y 4×50 metros combinados en el Campeonato Nacional de Brasil.

### 2016/17
En 2016 obtuvo por primera vez una medalla a nivel internacional en el Campeonato Sudamericano realizado en Asunción, con medalla de plata en los 50 metros libre y bronce en 100 metros, junto con otros tres récords argentinos. En cambio, falló en clasificarse a los Juegos Olímpicos de ese año.
El 11 de mayo de 2017, se consagró campeón a nivel nacional por primera vez, logrando esta condecoración en la prueba de 50 metros mariposa.

### 2023/24
En 2023 emigra a España para sumarse al Club de natación NADOS de Castellón.

## Récord
Nuevo rércord Argentino en los 50mts. libre 22s17 que realizó en el Campeonato Absoluto de Brasil el 3 de junio de 2023. Luego de casi 15 años superó la marca que tenía José Meolans 22s18 (20 de diciembre de 2008). Con ese logro encabezará la delegación argentina que viaja a la Copa del Mundo de Japón que se desarrollará entre el 23 y 30 de julio en la ciudad de Fukuoka.